# 本庄季郎
本庄 季郎（ほんじょう きろう、1901年8月6日 - 1990年4月21日）は、日本の航空技術者。三菱内燃機製造（現在の三菱重工業）に所属し、一式陸上攻撃機をはじめ第二次世界大戦期の航空機設計に携わった。
戦後、GHQにより航空機の開発、製造を禁じられた三菱が航空機設計の技術を使用して民間用に販売した自転車、三菱十字号や、讀賣テレビの「鳥人間コンテスト選手権大会」第一回大会（1977年）で82.44mを飛んで優勝した岡良樹パイロット操縦のハンググライダーは、本庄の設計であった。1990年、前立腺癌のため死去。
2013年公開のアニメーション映画『風立ちぬ』においては、主人公である堀越二郎の帝大時代からの親友かつ三菱での同僚として描かれた（声：西島秀俊）。なお劇中で本庄は堀越の同期のように描かれているが、実際は一期先輩である。